# Homodina
Homodina là một chi bướm đêm thuộc họ Erebidae.